# 渡辺まさき
渡辺 まさき（わたなべまさき）は日本のライトノベル作家。水産学部出身。元柔道部で柔道二段。
学生時代にTRPGとPBMに興じたのが小説を書こうとした原点であり、「既存のファンタジー世界に日本人の常識が通用しないのなら、日本人向けの世界観を作るのはどうか」といったコンセプトから和風ファンタジー『ゆうなぎ』の（前作となる）世界観が作られた。著者の職業経験が作内の肴の描写に活かされている。

## 作品解説

### 夕なぎの街
仕事帰りにふらりと寄っていつもの肴でちょいと一杯いった風情の「夕凪」は、常連客でにぎわう十八番街の居酒屋。
錬金術士を目指す青年コウはとある事情からここで下働きをしていた。明治初期の東京市を参考にした和風ファンタジックアクション。
「夕なぎの街 十八番街の迷い猫」は、富士見書房が主催する第13回ファンタジア長編小説大賞（2001年）の最終選考作品。イラストは山田秀樹。
- 十八番街の迷い猫
- 硝子の杜：『ファンタジアバトルロイヤル』掲載（『こころのかけら』に収録）
- 黄金の蜂蜜酒（『こころのかけら』に収録）
- こころのかけら（シリーズ第2巻の表題作）

### 月の娘
著者の出身地の雰囲気を寄せ集めて題材にした、港のある架空の町「小津市」を舞台にしている。
高校生・佐倉一沙は、異世界から飛ばされてきた魔女を自称する少女・伊吹と一緒に、原因となった魔導書を探し始める。
- 月の娘1
- 月の娘2

### ゆうなぎ
「夕なぎの街」の続編。居酒屋「夕凪」で働くマイカと、自動人形サヨリをメインに据えている。
背表紙のあらすじには「練り込まれた世界観とゆったりとした空気は健在」とあり、時間の経過はあるが変わらぬ営みが錬金術とともに存在している。
「夕化粧」「ほうこぐさ」は花の名から付けられた。
- ゆうなぎ 序章・幕間・終幕
- 夕化粧：『キャラの!』連載（『ゆうなぎ』に収録）
- ほうこぐさ：『ノベルジャパン』連載（『ゆうなぎ』に収録）

## 書籍情報
富士見ファンタジア文庫（富士見書房）
- 十八番街の迷い猫　ISBN 978-4-8291-1411-7
- こころのかけら　ISBN 978-4-8291-1458-2

HJ文庫（ホビージャパン）
- 月の娘1　ISBN 978-4-89425-444-2
- 月の娘2　ISBN 978-4-89425-501-2
- ゆうなぎ　ISBN 978-4-89425-652-1